# 羅伯·道爾
勞勃·艾倫·道爾（英語：Robert Alan Dahl；1915年12月17日—2014年2月5日）是美國政治學家，當代政治學巨擘、民主理論大師，耶魯大學政治學榮譽講座教授，前美國政治學會主席，1998年榮獲哈佛大學榮譽法學博士。道爾一生研究民主，早在1940年、年僅25歲即自耶魯大學獲得政治學博士，年輕時就躋身政治界泰斗，自成一家之言，成為全球政治學界公認的「民主理論大師」。政治學者白鲁恂曾評價：「道爾談論民主時，人人都應該洗耳聆聽。」著作《民主及其批判》被譽為政治學經典，是道爾畢生的教學與研究結晶，《論民主》則被稱為「一位民主信仰者的最後贈言」、一本「民主指南」。

## 道爾的民主理论

### 為何實施民主
道爾提出了十項實施民主制度的益處：避免暴政、基本的權利、普遍的自由、自我的決定、道德的自律、人性的培養、保護基本的個人利益、政治平等、追求和平、繁榮。

#### 補足熊彼得理論的重大問題
熊彼得的民主程序觀點主張「民主方法就是一種達到政治決策的制度設計，讓個人透過相互競爭人民選票的方式獲取決策權力」，亦即從現實運作的角度切入，否定了早期民主理論的核心理念（諸如：主權在民、公共利益、人民基本權利保障等價值），認為民主制度與其他體制的最主要差異是「政治決策者的拔擢方式」。
相較之下，道爾則認為，熊彼得的觀點並非民主唯一必要條件，無法明確區分民主/非民主體制的分界；也無法分辨民主發展不同階段的鞏固程度。因此，政治學者乔万尼·萨托利曾言「如果熊彼得的思考重心只是民主政治現實運作問題，那麼道爾的思考重心顯然是民主政治如何進一步完備發展的問題。」

#### 三大概念工具
道爾提出了「競爭式多元主義」、「多元政體」、「民主程序論」等概念工具。
1. 多元主義為民主政治鞏固的必要配套條件。
2. 多元政體是民主政治的基本雛型，可逐步實現民主政治的過渡性制度選擇，是威權政體邁向民主化歷程的過渡型態。
3. 民主程序論則是民主成果成敗得失的衡量標準。

#### 民主的三次轉型
1. 走入民主的城邦國家：西元前5世紀的古希臘時代——突破「少數支配的傳統政府格局」（例如：君主制、寡頭制），創立了多數支配的結構與信念。
2. 從城邦國家到民族國家：西元19世紀的歐洲——多元政體相關制度，取代了城邦國家制度及信念（諸如古典共和主義、君主專制、封建主義）。
3. 邁向第三次轉型[3]

### 民主程序論

#### 民主的定義
道爾以「政治平等」設定為「民主政治」要達成的目標或價值取向。在此前提下，民主政治是「每一成員皆有同等資格參與決策過程的一種政治系統」。道爾列示真實世界中民主國家運作的六種政治制度，以追求在民主過程中達致「政治平等」的五項程序判斷標準，只要符合這五項標準的政治決策程序，就是名實相符的「民主程序」。達爾認為，民主程序論銜接了經驗層面、規範層面之間的落差，是未來民主世界的指引。

#### 民主程序五項判斷標準
- 有效的參與
- 終局決定之公民平等投票權
- 充分的知情/深思熟慮
- 公民對決策議程的最終控制
- 政治平等：普及政治參與權利[5]

#### 大規模民主必需的六種政治制度
| 政治制度                  | 說明 |
| ------------------------- | --- |
| 選舉產生的官員            | 依憲法規定，透過公民選舉產生的「民選官員」，具有制定政府政策的支配權。大規模民主政府都是代議制。 |
| 自由、公正、經常的選舉    | 民選官員，必須透過經常、公正的選舉選拔。 |
| 言論自由/表達意見的自由   | 對廣泛的政治事務，無論對官員、政府、體制、社會經濟秩序、主流意識型態，公民皆可自由表達意見，而不必擔心遭任何嚴厲懲罰。 |
| 接觸多種訊息來源          | 公民有權利從其他公民、專家、報刊雜誌書籍、電訊等媒介，尋找替代、獨立的訊息來源。 必須存在不受政府控制的信息來源，必須存在不受其他政治團體（試圖影響公眾的政治信仰、政治態度）控制的替代信息來源。 這些訊息來源，應得到法律的有效保護（例如：新聞自由的憲法制度性保障）。 |
| 結社自主性/社團的自律自主 | 公民有權利結合為相對獨立之社團或組織，例如獨立政治黨派、利益團體，以實現所受保障、促使民主政治有效運作的權利。 |
| 包容性的公民身分          | 每一位在國家永久居住、守法的成年人，皆應平等擁有實踐前述五項政治制度所必需的權利。例如：投票權、參政參選權、言論自由權、結社自由、接觸獨立訊息來源權，以及大規模民主政治有效運作中，公民所不可或缺之各種自由及機會的權利。                                               |

## 重要著作
道爾著作等身，有超過二十本著作及上百篇論文。
《民主及其批判》
被譽為政治學經典，1989年出版，是道爾畢生的教學與研究結晶。獲美國政治學會(APSA)推薦為1990年「威爾遜基金會」頒贈的「比較政治與國際關係領域年度大賞」，1991年獲政治思想研究學會推舉為「民主理論最佳著作」。《紐約時報》評價「這本書不僅學識淵博，更難能可貴的是智慧綻放。」
《論民主》
被稱為「一位民主信仰者的最後贈言」，一本「民主指南」。道爾在85歲高齡（1998年）出版，直指民主核心，使用常民語言、少用學術詞語，兼顧理論、制度與現實，讓高中程度以上的讀者都易理解。道爾說「使任何地方的任何對民主感興趣的人，通過閱讀本書，而更多地了解民主的常識。」。
| 2006 -《論政治平等》, On Political Equality                                                                                        |
| 2005 -《淘金之後》, After The Gold Rush                                                                                            |
| 2003 -《民主的原始資料》, The Democracy Sourcebook. （文集：羅伯·道爾、伊恩·夏皮羅、何塞·安東尼奧）                                |
| 2002 -《美國憲法的民主批判》, How Democratic Is the American Constitution?                                                         |
| 1998-《論民主》, On Democracy |
| 1997 -《走向民主-旅程：反思，1940至1997年》Toward Democracy - a Journey: Reflections, 1940-1997                                    |
| 1989-《民主及其批判》,Democracy and its Critics                                                                                    |
| 1985 -《控制核武：民主與監護》, Controlling Nuclear Weapons: Democracy versus Guardianship                                         |
| 1985 -《經濟民主前言》, A Preface to Economic Democracy                                                                            |
| 1983 -《多元民主的兩難困境：自治與控制》, Dilemmas of Pluralist Democracy: Autonomy vs. Control                                    |
| 1973 - Size and Democracy (with Edward R. Tufte)                                                                                   |
| 1971 -《多元政治：參與與反對》, Polyarchy: Participation and Opposition                                                            |
| 1970 -《革命之後？》, After the Revolution? : Authority in a good society                                                          |
| 1968 -《美國的多元民主：衝突與同意》, Pluralist democracy in the United States : conflict and consent                              |
| 1966 -《西方民主國家的政治對立》, Political oppositions in Western Democracies                                                     |
| 1963 -《當代政治分析》,Modern Political Analysis                                                                                   |
| 1961 -《誰統治？：美國城市中的民主與權力》,Who Governs?: Democracy and Power in an American City                                   |
| 1960 -《商業的社會科學研究：產品和潛能》, Social science research on business: product and potential                               |
| 1957 -《民主制度的決策：最高法院作為一個國家決策者》, Decision-Making in a Democracy: The Supreme Court as a National Policy-Maker |
| 1956 -《民主理論前言》, A Preface to Democratic Theory (2006年新版)                                                                |
| 1953 -《政治、經濟和福利》, Politics, Economics, and Welfare (與查爾斯·林布隆合著)                                                 |